# Cynthia Klitbo
Diana Cynthia Klitbo (Zacatecas, 11 marzo 1967) è un'attrice messicana.

## Filmografia

### Cinema
- Ellos trajeron la violencia (1990)
- Asalto (1991)
- Morena (1995)
- El amor de tu vida S.A. (1996)
- La paloma de Marsella (1999)
- Ladies' Night (2003)
- Desnudos (2004)

### Televisione
- La mia vita per te (Vivir un poco) (1985-1986)
- Cómo duele callar (1987)
- Amore in silenzio (Amor en silencio) (1988)
- La mia seconda madre (Mi segunda madre) (1989)
- La mia piccola solitudine (Mi pequeña Soledad) (1990)
- Il prezzo di una vita (Yo compro esa mujer) (1990)
- Vida robada (1991)
- Catene d'amore (Cadenas de amargura) - telenovela (1991)
- Sueño de amor (1993)
- Regina (La dueña) - telenovela (1995)
- Mujer, casos de la vida real (1996)
- Alguna vez tendremos alas (1997)
- ¿Qué nos pasa? (1998)
- Libera di amare (El privilegio de amar) - telenovela (1998-1999)
- La casa en la playa (2000)
- Mi destino eres tú (2000)
- Velo de novia (2003)
- La hora pico (2004)
- Peregrina (2005-2006)
- S.O.S.: sexo y otros secretos (2007)
- ¿Y ahora qué hago? (2007)
- Palabra de mujer (2007-2008)
- Atrévete a soñar - telenovela (2009-2010)
- La rosa de Guadalupe (A la orilla del cielo) - Serie TV (2009)
- Locas de amor - Film TV (2009)
- Mujeres asesinas, episodio Luz, Arrolladora - Serie TV (2010)
- Teresa (2010-2011)
- Por ella soy Eva (2012)
- Cachito de cielo (2012)
- De que te quiero, te quiero (2013-2014)
- Vino el amor (2016)